# Abel (månekrater)
 For alternative betydninger, se Abel. (Se også artikler, som begynder med Abel)
Abel er et gammelt nedslagskrater på Månen, som ligger nær den sydøstlige rand af Månens forside. og er opkaldt efter den norske matematiker Niels Abel (1802-1829). Navnet blev officielt tildelt af den Internationale Astronomiske Union (IAU) i 1935.

## Omgivelser
Det ligger syd for Barnardkrateret ved den nordvestlige kant af Mare Australe.

## Karakteristika
Abels kraterrand er meget eroderet og forvredet i formen, så det danner en næsten polygonal figur. Det er indskåret og dækket af senere nedslag. Satellitkrateret Abel A ligger over den sydlige kant, mens Abel M og Abel L trænger ind i kratervæggen mod vest.
Den østlige bund i Abel er dækket af gamle lavastrømme, som har efterladt en temmelig jævn, flad overflade med lav albedo. Resterne af en lille kraterkant stikker frem nær den nordøstlige rand. Bunden mod vest har mere ujævn struktur, hvis albedo svarer til den omgivende overflade.

## Satellitkratere
De kratere, som kaldes satellitter, er små kratere beliggende i eller nær hovedkrateret. Deres dannelse er sædvanligvis sket uafhængigt af dette, men de får samme navn som hovedkrateret med tilføjelse af et stort bogstav. På kort over Månen er det en konvention at identificere dem ved at placere dette bogstav på den side af satellitkraterets midte, som ligger nærmest hovedkrateret. Abelkrateret har følgende satellitkratere:
| Abel | Bredde  | Længde  | Diameter |
| ---- | ------- | ------- | -------- |
| A    | 36,6° S | 86,0° Ø | 19 km    |
| B    | 36,7° S | 82,8° Ø | 41 km    |
| C    | 36,0° S | 81,0° Ø | 31 km    |
| D    | 37,7° S | 87,7° Ø | 30 km    |
| E    | 37,8° S | 86,5° Ø | 13 km    |
| J    | 35,5° S | 79,0° Ø | 11 km    |
| K    | 35,0° S | 77,2° Ø | 9 km     |
| L    | 34,4° S | 82,6° Ø | 67 km    |
| M    | 32,2° S | 83,6° Ø | 81 km    |

## Måneatlas
- Billeder af Abelkrateret i LPI-måneatlasset